# Dolmen de la Pierre Blanche

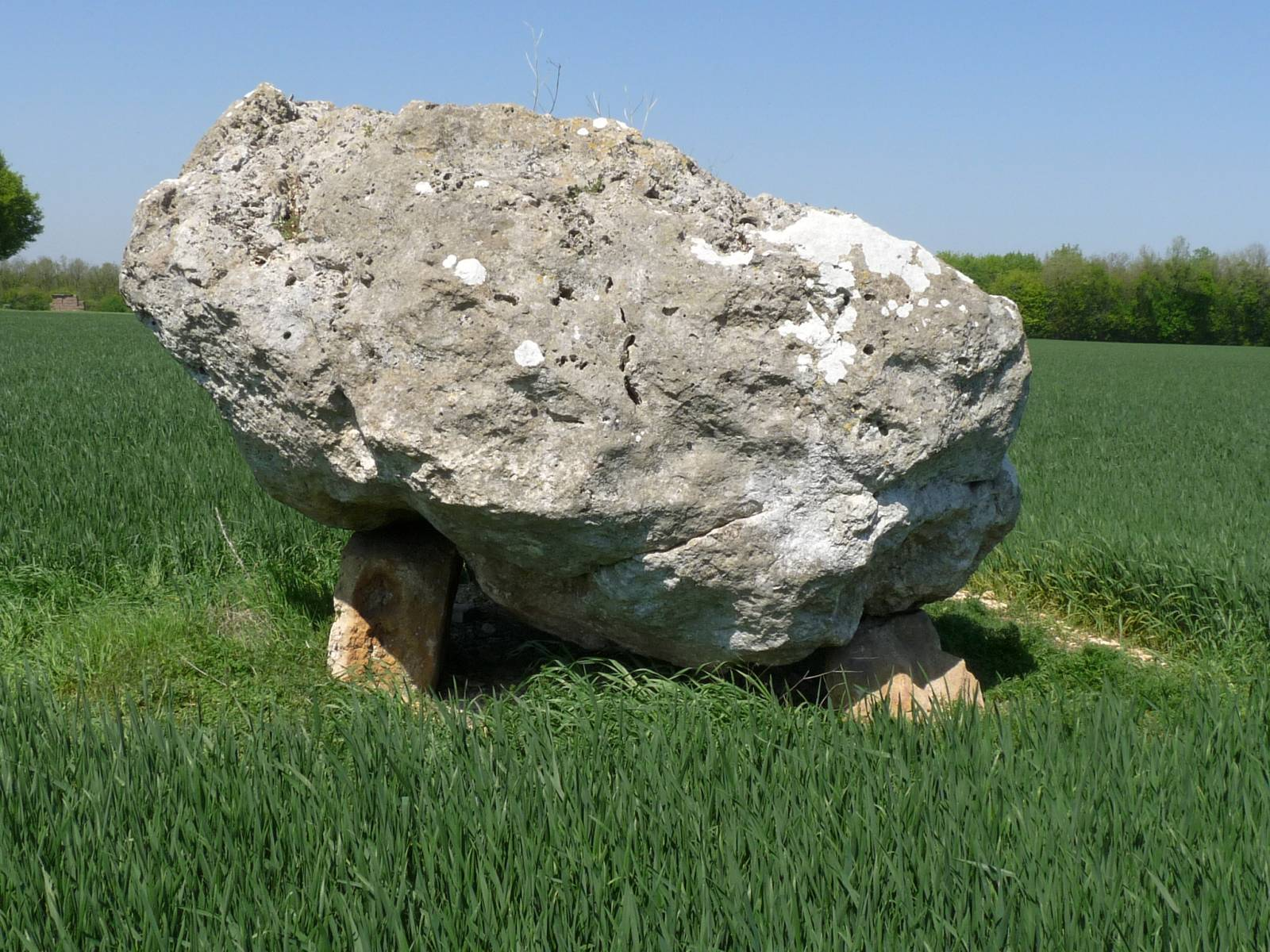
Dolmen de la Pierre Blanche

Der Dolmen de la Pierre Blanche (deutsch Dolmen des Weißen Steins) liegt östlich von Bessé, an der Grenze zu Charmé, im Département Charente in Frankreich. Dolmen ist in Frankreich der Oberbegriff für neolithische Megalithanlagen aller Art (siehe: Französische Nomenklatur).
Es ist ein Dolmen vom Typ Angoumoisin, der zwischen 4500 und 4000 v. Chr. entstand. Der ovale Deckstein ist 4,5 m lang, fast 4,0 m breit und 1,5 m dick. Es liegt an einem Ende auf zwei erhaltenen Orthostaten. Der Tumulus ist abgetragen.
Der Dolmen liegt auf einer Achse mit den vier Tumuli von Tusson und zwei anderen ruinierten Dolmen. In der Nähe liegen die Tumuli du Bois de Maubaty.
Eine kleine Bronzefigur von Kaiser Konstantin aus der Zeit um 330 n. Chr. wurde in der Nähe des Dolmens gefunden.

Dolmen de la Pierre Blanche
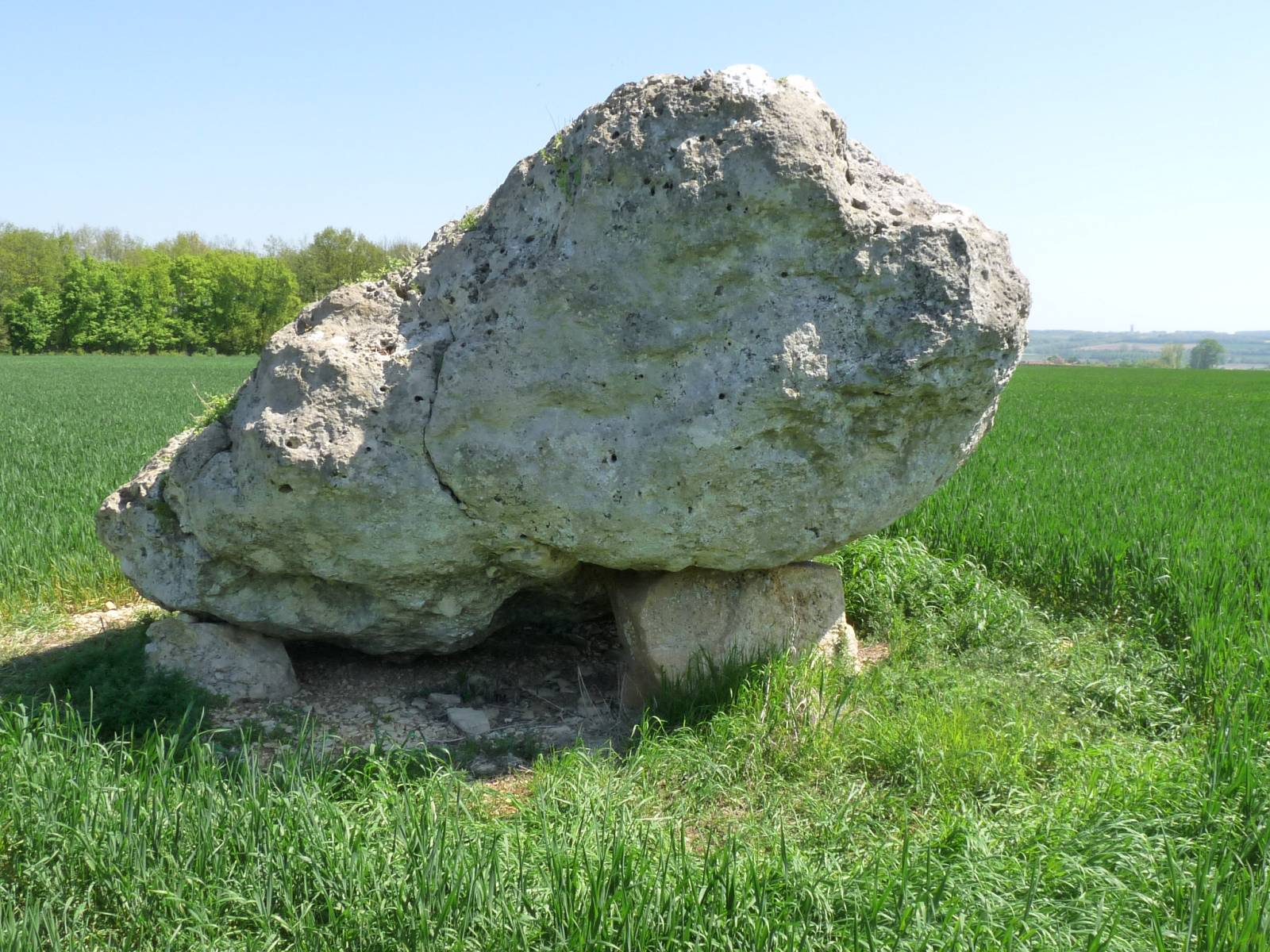
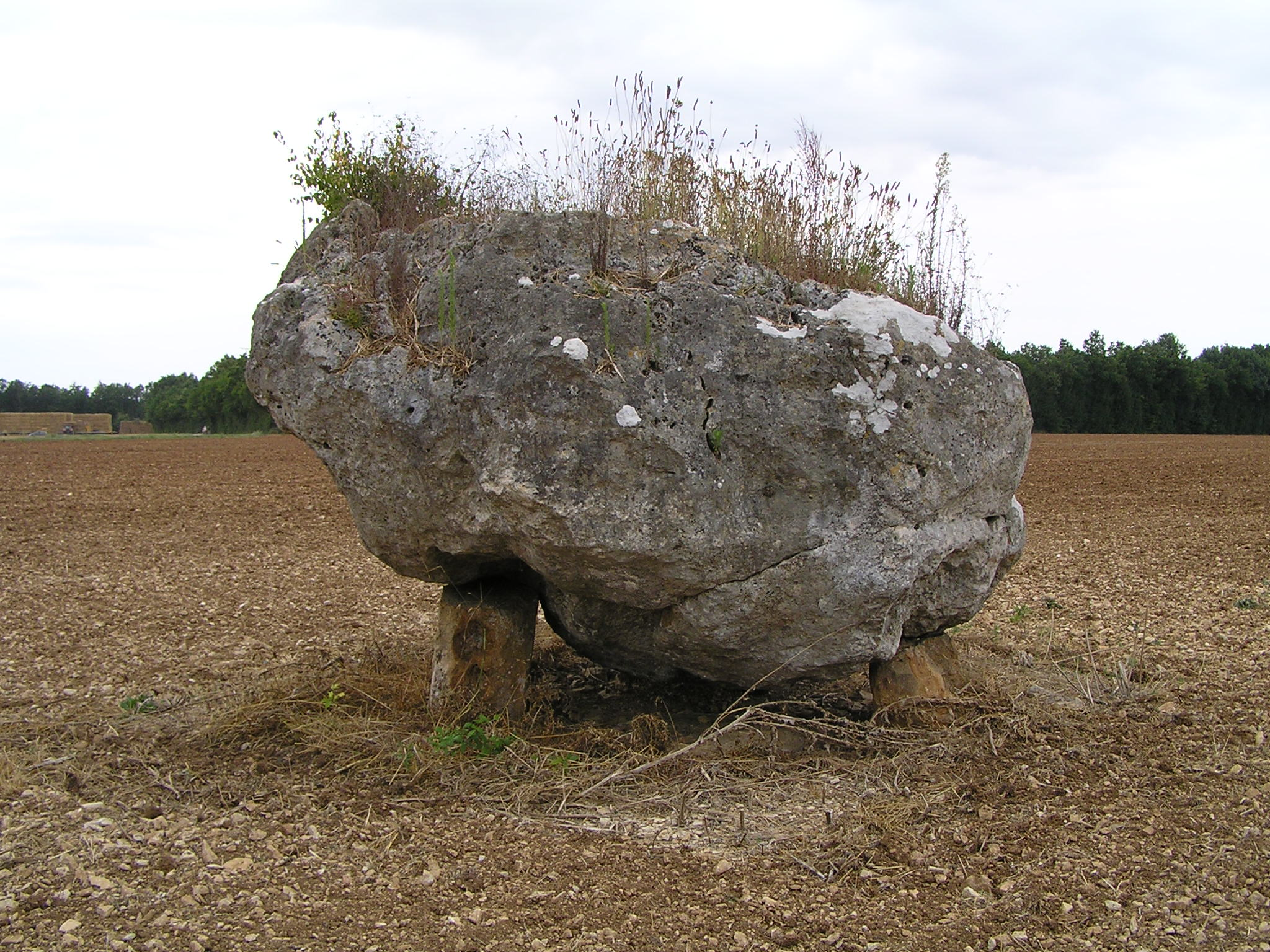
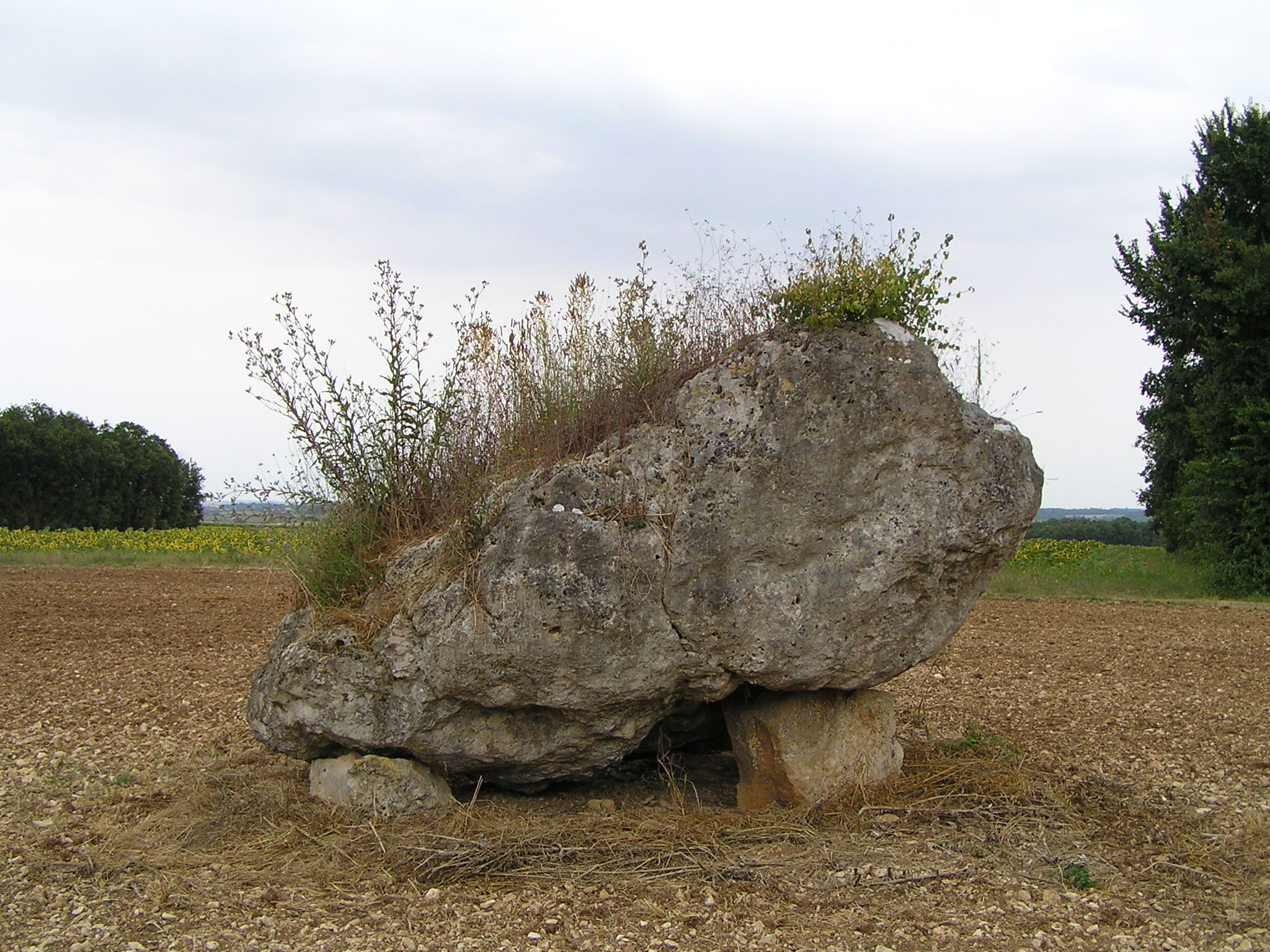
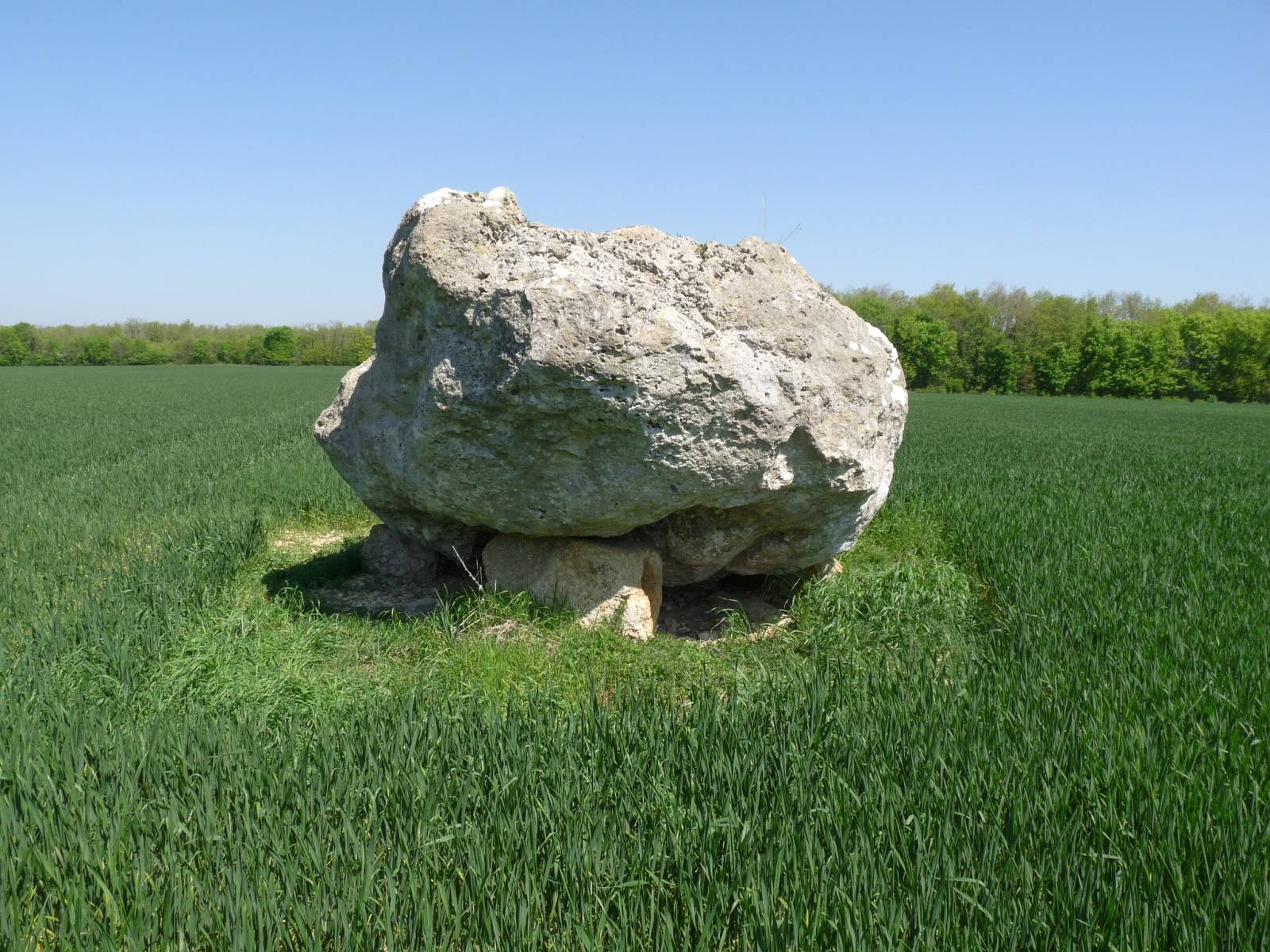

Der Dolmen wurde 1930 als Monument historique klassifiziert.
Der Menhir de Pierre Blanche steht westlich von Trignac.